# Paul Celan
Paul Celan, eredetileg Paul Antschel (Csernovic, Románia, 1920. november 23. – Párizs, 1970. április 20.) romániai születésű zsidó német költő, műfordító, irodalomkritikus, a második világháború utáni európai líra sokak által legkiemelkedőbbnek tartott alakja. 1960-ban Büchner-díjjal tüntették ki.

## Élete
Paul Celan 1920-ban született a bukovinai Csernovicban, Paul Antschel néven, német anyanyelvű zsidó családban. Családját a holokauszt következtében elvesztette, ő azonban csodával határos módon túlélte a 20. század egyik legnagyobb történelmi tragédiáját. Svájcban járt egyetemre, majd Párizsban telepedett le. Már életében kora Európájának egyik legnagyobb hatású költője és irodalomtudósa volt, a lírai nyelv megújítására és a holokauszt tragédiájával való szembenézésre törekedett. Publikációiban a Celan írói álnevet használta, mely eredeti vezetéknevének anagrammája. Feldolgozni mégsem tudta a holokauszt okozta traumát, 1970 áprilisában öngyilkos lett – a Szajnába vetette magát.

## Költészete
Paul Celan költészetének alapvető jellemzői a fragmentáltság, a kihagyásos szószerkezetek, a szikár, hagyományos német grammatikai szerkezetektől eltérő nyelvezet, a bibliai szóhasználat, a különös szóösszetételek és a helyenként nehezen követhető asszociációs rendszer. Korai versei viszonylag könnyen érthetőek, nem egyet formában, hagyományos eszközökkel írt, kései lírájára azonban egyre inkább jellemzővé vált a rövid terjedelem, a nyelvi minimalizmus, a szándékos töredezettség, a költői nyelv mintegy összezúzása és újraalakítása. Kései versei általában sokféleképpen értelmezhetőek, és talán a több értelmezési lehetőségnek egymás mellett is van létjogosultsága, hiszen a szerző tudatos költői program keretében alakította líráját olykor bizarr módon szikárrá, áttétessé, csontvázszerűvé. Celan szinte minden versének, ha sokszor csak áttételesen is, de meghatározó eleme, motívuma a holokauszt, az emberirtás, a kollektív halál, szinte alig van olyan költeménye, melyben az ezáltal kialakuló baljós, sejtelmes atmoszféra ne lenne jelen. Fő motívumai a hamu, a füst, a száj, a szem, a kéz, a kristály, a hang, a hó, a kő, a lélegzés. Ahogyan Lator László írja róla az általa fordított válogatáskötet zárszavában:
"A lélegzet (Celan lírájában az egészség, a létezés, a költészet szinonimája) akadozik, (…) veszedelmes örvények fölött lebeg. Celan önmaga "legmélyébe szorulva" már nem a szenvedésből, hanem magából "lépett ki". Lírája (s nyilván élete) utolsó színterei borzongató, kopár világ végi tájak, amelyek egyszerre áthatják a dermesztő határtalanság és az egyre szűkülő tér hangulatát. Fiatal korában még sok színnel, vonallal, dallammal rajzolta körül versei magvát. Később egyre szűkszavúbb lett, kiszikkasztotta verseiből a kötőanyagot, szinte csak a vázuk maradt meg. Bele kell nyugodnunk, hogy nem mindig tudunk értelmükig hatolni. De ha elfogulatlanul olvassuk, többnyire megérezzük a súlyt sötéten fénylő szavaiban."

## Magyar fogadtatása, magyarra fordítása
Celan lírájának szokatlansága és nyelvi nehézsége számos költő-műfordító is irodalomtörténész szerint felveti azt a kérdést is, hogy lehetséges-e egyáltalán a szerző műveit fordítani, vagy a fordítások minden nyelven csupán halvány árnyképei lehetnek annak az elsöprő kreatív nyelvi erőnek, amit a szerző a német nyelven belül létrehozott. A magyar irodalom szempontjából bizonyítottan nagy hatást gyakorolt az Újhold költőire, közöttük Pilinszkyre, Nemes Nagy Ágnesre vagy Lator Lászlóra, de az ennél fiatalabb költőnemzedékre, pl. Simon Balázsra, Oravecz Imrére, Marno Jánosra vagy Schein Gáborra is. Magyarra ezidáig Lator László, Marno János, Oravecz Imre, Simon Balázs, Schein Gábor és Kántás Balázs fordította nagyobbszámú versét. A fordítások közötti eltérések is mutathatják, hogy minden fordítás egy-egy újraolvasás is, tehát az eredetit hűen visszaadó fordítás lehetősége valóban kétségesnek látszik. Monografikus igénnyel Bacsó Béla és Kiss Noémi irodalomtörténészek írtak könyvet Celan költészetéről, továbbá Schein Gábornak jelent meg számos tanulmánya a saját maga által készített fordítások mellett. Magyarországon ezidáig három önálló válogatáskötet jelent meg a szerző költészetéből, Lator László (Halálfúga, 1981.) és Marno János (Paul Celan versei Marno János fordításában, 1996.) interpretációjában, a harmadik, legfrissebb válogatáskötet (Nyelvrács – Paul Celan válogatott versei, 2009.) pedig Kántás Balázs munkája.

## Kötetei

### Főbb verseskötetei
- Der Sand aus den Urnen (Homok az urnákból), 1948
- Mohn und Gedächtnis (Mák és emlékezet), 1952
- Von Schwelle zu Schwelle (Küszöbtől küszöbig), 1955
- Sprachgitter (Nyelvrács), 1959
- Die Niemandsrose (Senki rózsája), 1963
- Atemwende (Lélegzetváltás; Sorsforduló), 1967
- Fadensonnen (Nyárutói napsugarak; Fonálnapok; Napfonalak), 1968
- Lichtzwang (Fénykényszer; Fényerőszak), 1970
- Schneepart (Hószólam, Hóhang), 1971
- Zeitgehöft (Időudvar), 1976

### Magyarul megjelent kötetek
- Halálfúga, válogatott versek Lator László fordításában és utószavával, Európa Könyvkiadó, Budapest, 1981 (Napjaink költészete)
- Paul Celan versei, versek Marno János fordításában, illetve Paul Celan: Meridián, Schein Gábor fordítása, Markója Csilla utószavával, Enigma, 1996
- Nyelvrács – Paul Celan válogatott versei, Kántás Balázs fordításában és utószavával, Ráday Könyvesház. Budapest, 2009
- Lélegzetváltások – Paul Celan kései költészetének darabjai Kántás Balázs adaptációjában, Napkút Kiadó. Budapest, 2009
- Kristálylélegzet – Az Atemkristall című ciklus magyar változata Kántás Balázs adaptációjában, Napkút Kiadó, Budapest, 2010
- Voltak éjszakák; ford. Jánk Károly; Lector, Marosvásárhely, 2017

## Szakirodalom
- Bacsó Béla: A szó árnyéka – Paul Celan költészetéről, Jelenkor Kiadó, Pécs, 1996
- Kiss Noémi: Határhelyzetek – Paul Celan költészete és magyar recepciója, Anonymus, Budapest, 2003
- Bartók Imre: Paul Celan – A sérült élet poétikája, L'Harmattan, Budapest, 2009
- Kántás Balázs: A magába zárt vers – Paul Celan költészete körül, Napkút Kiadó, 2010
- Kántás Balázs: A lélegzetkristály feltörése – olvasói kommentár Paul Celan Atemkristall c. versciklusához, Uránusz Kiadó, 2010
- Kántás Balázs: Túl a médiumokon – Paul Celan költészetének mediális aspektusai, Uránusz Kiadó, 2012
- Kántás Balázs: Nyelv / Rács / Törés – Közelítések Paul Celan költészetéhez, Fiatal Írók Szövetsége-Ráció Kiadó, 2013
- Kántás Balázs: "Vannak még dalok túl az emberen". Írások Paul Celan költészetéről, líraesztétikájáról és recepciójáról; Cédrus Művészeti Alapítvány–Napkút, Budapest, 2015
- Kántás Balázs: Message in the bottle. Essays around Paul Celan's poetry; Cédrus Művészeti Alapítvány–Napkút, Budapest, 2016

## Paul Celan versei magyarul
- Schein Gábor fordításai
- számos szerző fordításai
- Schein Gábor fordítása – Halálfúga
- Faludy György fordítása – Halálfúga
- Lator László fordításai
- Oravecz Imre fordításai
- Kántás Balázs fordítása – Fonálnapok
- Kántás Balázs fordítása – Halálfúga
- Kántás Balázs fordítása – Olvashatatlanság
- Paul Celan versei angol fordításban
- Nyelvrács a Ráday Könyvesház honlapján[halott link]
- A Napkút Kiadó honlapja Archiválva 2009. december 25-i dátummal a Wayback Machine-ben
- Paul Celan versei a Bábelmátrixon